# Бетсі Бірд
Бетсі Бірд (англ. Betsy Beard, 16 вересня 1961) — американська академічна веслувальниця.
Олімпійська чемпіонка 1984 року в складі вісімки, учасниця 1988 року.
Срібна призерка Чемпіонату світу 1987 року в складі вісімки.